# Kas Lealamanu'a
Pas d'image ? Cliquez ici

a Compétitions nationales et continentales officielles uniquement.

b Matchs officiels uniquement.
Dernière mise à jour le 4 juillet 2017.
Kasiano Lealamanu'a, plus connu comme Kas Lealamanu'a, né le 15 décembre 1976 à Wellington (Nouvelle-Zélande), est un joueur samoan de rugby à XV. Il a joué en équipe des Samoa entre 2000 et 2007. Il évoluait au poste de pilier (1,80 m pour 117 kg).

## Biographie
En 2007, Lealamanu'a s'engage pour deux saisons avec l'US Dax, tout juste promue en Top 14.

## Carrière

### En club
- 1998-2003 : Wellington (NPC)  Nouvelle-Zélande
- 2004-2007 : Biarritz olympique (Top 14)  France
- 2007-2009 : US Dax (Top 14)  France
- 2009-2010 : Saracens (Premiership)
- 2010-2011 : Hawke's Bay (NPC)  Nouvelle-Zélande

### En équipe nationale
Il a honoré sa première cape internationale en équipe des Samoa le 3 juin 2000 contre l'équipe des Fidji et sa dernière le 26 septembre 2007 contre l'équipe des États-Unis.
Il participe à deux Coupes du monde en 2003 et 2007.
En 2008, il est sélectionné avec les Pacific Islanders lors de leur tournée en Europe en remplacement du pilier tongien Soane Tonga'uiha.

## Palmarès

### En club
- Champion de France : 2005, 2006

### En équipe nationale
- 30 sélections en équipe des Samoa depuis 2000
- 1 essai (5 points)
- Sélections par année : 6 en 2000, 5 en 2001, 4 en 2002, 6 en 2003, 3 en 2004, 2 en 2005, 4 en 2007

En coupe du monde :
- 2003 : 4 sélections (Uruguay, Géorgie, Angleterre, Afrique du Sud)
- 2007 : 4 sélections (Afrique du Sud, Tonga, Angleterre, États-Unis)